# Pándy Lajos
Pándy Lajos (Perbete, 1922. március 31. – Budapest, 2014. május 17.) Jászai Mari-díjas magyar színész.

## Életpályája
Az Országos Színészegyesület színiiskolájában végzett 1948-ban. 1948-tól 1951-ig a Belvárosi Színház tagja volt, ahol 1949. november 11-én volt az első bemutatója. 1951-ben a Magyar Néphadsereg Színházának tagja lett (ez a színház korábban és 1962-től ismét a Vígszínház nevet viselte). Írt és műfordítóként is tevékenykedett, 120 hangjátékot és 50 színdarabot fordított magyarra. Karel Čapek összes darabjának és a Jaroslav Hašek Svejk című művéből készült színpadi adaptációnak a fordítása is a nevéhez fűződik.
Mindig nagyon korán bejött a színházba és nagyon gondosan készült. Utoljára Heltai Jenő A tündérlaki lányok című művében lépett színpadra, már nyolcvan felett. Pándy Lajos igazi szellemi ember volt, különleges gondolkodó, aki számtalan alakítása mellett rádióműsorokban szerepelt, s egy ország ismerte hangját a rádióból. Művészi alázat, lelkiismeretesség és pontosság jellemezte.
A Magyar Rádióban Pándy Lajos a vasárnap délutánonként sugárzott tudományos műsor (Rádiólexikon) vezetője volt éveken át. A  Gondolat című irodalmi műsor szignáljában – évtizedekig – az ő hangján szólaltak meg József Attila Ne légy szeles című töredékének sorai: „…dolgozni, csak pontosan, szépen, ahogy a csillag megy az égen, úgy érdemes.”
2014. június 5-én temették el a Farkasréti temetőben.
A Színházi adattárban regisztrált bemutatóinak száma: 80 (színész); 41 (fordító).

## Színpadi szerepei
- Móricz Zsigmond: Nem élhetek muzsikaszó nélkül....Balázs
- John Whiting: Angyali Johanna....Louis Trincant, államügyész
- Noël Coward: Vidám kísértet....Dr. Bradman
- Lev Tolsztoj: Anna Karenina....Szárnysegéd
- Vercors: Zoo avagy az emberbarát gyilkos....Jameson, védőügyvéd
- Robert Thomas: Szegény Dániel....Plébános
- Spiró György: Dobardan....Újságíró
- William Shakespeare: II. Richárd....Carlisle püspök
- Csurka István: Reciprok komédia....Tabdi
- Neil Simon: A 88. utca foglya....Harry
- Bernard Pomerance: Az elefántember....Egy férfi a brüsszeli vásártéren
- Tennessee Williams: Orfeusz alászáll....David Cutrere
- Dosztojevszkij: A Karamazov testvérek....Orvos
- Hernádi Gyula: Királyi vadászat....Rakovszky István
- Örkény István: Tóték....A lajt tulajdonosa
- Shakespeare: Antonius és Cleopatra....Maecenas
- Eörsi István: Széchenyi és az árnyak....Felsenthal, rendőrfőtanácsos
- Örkény István–Nemeskürty István: A holtak hallgatása
- Páskándi Géza: Vendégség....Dávid Ferenc veje
- Illyés Gyula: Tiszták....Vilmos, molnár
- Luigi Pirandello: IV. Henrik....Arialdo
- Bruckner: Angliai Erzsébet....Morland
- Tabi László: Spanyolul tudni kell....Pilon y Zapata
- Milos Rejnus–Václáv Renc: Királygyilkosság....Voltimand, udvari főember
- Shakespeare: Vízkereszt, vagy amit akartok....Antonio, tengerészkapitány
- Feydeau: Egy hölgy a Maximból....Monticourt
- Edmond Rostand: Cyrano de Bergerac....Castel Jaloux kapitány
- Heltai Jenő: A néma levente....Mátyás, a magyarok királya
- William Motter Inge: Egy éjszaka Kansasban....Carl
- Huxley: A Mona Liza mosoly....Dr. James Libbard
- Radzinszkij: Filmet forgatunk....Trofimov
- Csurka István: Az idő vasfoga....Pitlik
- Thurzó Gábor: Hátsó ajtó....Sulkovics, úriszabó
- Molnár Ferenc: Az ördög....László
- Leonov: Hóvihar....Ivan Tyotkin
- Thurzó Gábor: Záróra....Sellyey
- Shakespeare: Rómeó és Júlia....Escalus, Verona hercege
- Eduardo De Filippo: Filuména házassága....Riccardo
- Seán O’Casey: Az ezüst kupa....Harry Heegan
- Kárpáthy Gyula–Orbók Endre: Játék a bíróságon vagy a 'Molnár-ügy'....Ügyész
- Marguerite Duras–Geneviéve Serreau: Gát a Csendes-óceánon....Agosti
- Mesterházi Lajos: A tizenegyedik parancsolat....Tanító
- Goethe: Faust....Hadszernagy
- Jerome Lawrence–Robert Lee: Aki szelet vet....Bert Cates
- Jean Anouilh: Antigoné....Hírnök
- Hunyady József: Bányászbecsület....Horváth
- Mágori Erzsébet: Diplomaták....Bakos György
- Nathan Richard Nash: Az esőcsináló....File
- Török Tamás: Esperanza....Gondos Antal
- Karel Čapek: Fiaim....Péter
- Gyárfás Miklós: Forr a világ....Sevcsenkov tábornok
- Csirszkov: Győztesek....Fjodorov
- Lev Tolsztoj: Háború és béke....Anatol Kuragin herceg
- Sándor Kálmán: A harag napja....Vasöntő
- Földes Imre: Hivatalnok urak....Feleki
- Calderon: Huncut kísértet....Don Juan
- Barnassin Anna: Idegen partok előtt....Buravecz Zsolt
- Szigligeti Ede: II. Rákóczi Ferenc fogsága....Solari
- Földes Mihály: Mélyszántás....Forinyák
- Friedrich Dürrenmatt: Az öreg hölgy látogatása....Rádióriporter
- Mesterházi Lajos: Pesti emberek....Gyula
- Lovászy Márton–Róna Tibor: Robin Hood....Ralf
- George Bernard Shaw: Szent Johanna....Ladvenu
- Illés Béla: Szivárvány....Hídvéghy
- John Patrick: Teaház az augusztusi holdhoz....Mac Lean kapitány
- Friedrich Schiller: Tell Vilmos....Melchthal
- Burjakovszkij: Üzenet az élőknek....Mireh
- Kárpáthy Gyula: Zrínyi....Árva Mihály
- Heltai Jenő: A tündérlaki lányok....Pista
- Stendhal: Vörös és fekete....Chélan abbé

## Filmjei

### Játékfilmek
| - Mágnás Miska (1948) - Tűz (1948) - Forró mezők (1949) - Életjel (1954) - 2×2 néha 5 (1954) - Tanár úr kérem… (1956) - Nehéz kesztyűk (1957) - Két vallomás (1957) - Bakaruhában (1957) - A császár parancsára (1957) - Mindenki ártatlan? (1961) | - Négyen az árban (1961) - Jó utat, autóbusz (1961) - Felmegyek a miniszterhez (1962) - Meztelen diplomata (1963) - Másfél millió (1964) - Az aranyfej (1964) - Patyolat akció (1965) - Kár a benzinért (1964) - Egri csillagok 1-2. (1968) - Szemtől szembe (1970) - Hekus lettem (1972) - Csak egyszer az életben… |

### Tévéfilmek
- A kazamaták titka (1972)
- Utazás a Holdba 1-3. (1974)
- Pocok az ördögmotoros (1974)
- Ősbemutató (1974)
- Bach Arnstadtban (1975)

## Hangjátékok
- Csipkerózsika (1986)

## Könyvei
- A csodálatos nagykendő (Móra Ferenc Ifjúsági Könyvkiadó, 1977) ISBN 963-110-906-2
- Súgópéldány (Gondolat Könyvkiadó, 1989) ISBN 963-282-209-9
- Súgópéldány. Prológus és három monológ; bőv. kiad.; Mundus, Bp., 2006 (Mundus – emlékiratok)

## Díjai
- 1967 – Jászai Mari-díj
- 1971 – Hegedűs Gyula-emlékgyűrű
- 1996 – A Magyar Köztársasági Érdemrend kiskeresztje
- 2013 – Gobbi Hilda-díj